# Спектр
Спектр (лат. spectrum «представление», «образ») в физике — скалярная функция частоты {\displaystyle \nu }, длины волны {\displaystyle \lambda } или другой физической величины, определяющая «относительную представленность» значений данной величины в сложном волновом объекте. С точностью до нормировки совпадает с плотностью или рядом распределения соответствующей величины. В составных терминах, таких как спектр поглощения или испускания, слово спектр означает «спектральный состав» изучаемого явления.
Также под спектром может пониматься, и не только в сфере волновых явлений, совокупность всех потенциально реализуемых значений какой-либо физической величины, характеризующей систему или процесс. Совокупность задаётся перечнем или диапазоном изменения, скажем, {\displaystyle E_{1},E_{2},..} или {\displaystyle [E_{a},..E_{b}]} для энергии частицы. 

## Применение понятия
Обычно под спектром подразумевается электромагнитный (или акустический) спектр, задающий распределение частот / длин волн электромагнитного излучения (или упругих колебаний). Форма спектра показывает, в какой мере в сигнале представлены синие, зелёные и другие цвета (или ультразвуковые, слышимые и другие волны). Размерность такого спектра есть размерность объёмной плотности энергии или поверхностной плотности мощности, делённая на размерность аргумента: если это частота, то будет (Дж/м3)/Гц или (Вт/м2)/Гц, а если длина волны, то (Дж/м3)/м или (Вт/м2)/м. Нередко приводится в относительных безразмерных единицах.
Иногда под спектром понимают не распределение целиком, а просто набор или диапазон возможных в конкретной системе частот, длин волн, энергий, масс без указания вероятностей их реализации (например, говорят о спектре энергий частицы в квантовой яме).
В научный обиход термин «спектр» ввёл Исаак Ньютон в 1671—1672 годах для обозначения многоцветной полосы, похожей на радугу, получающейся при прохождении солнечного луча через треугольную стеклянную призму. В те годы это была просто фиксация факта наличия электромагнитных волн разных длин в солнечном излучении, но позднее были получены и распределения по длинам волн.

## Типы спектров

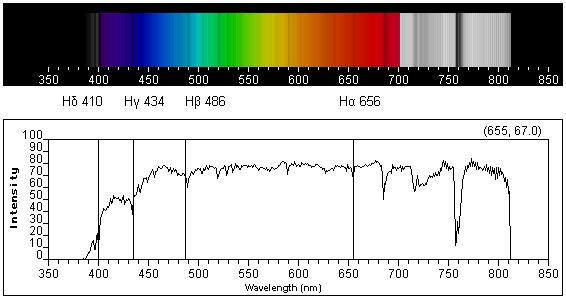
Два представления оптического спектра: сверху «естественное» (видимое в спектроскопе), снизу — как зависимость интенсивности от длины волны. Показан комбинированный спектр излучения солнца. Отмечены линии поглощения бальмеровской серии водорода

По характеру распределения значений физической величины спектры могут быть дискретными (линейчатыми), непрерывными (сплошными), а также представляющими комбинацию (наложение) дискретных и непрерывных вкладов. Дискретные вклады, при наличии, проявляются острыми пиками спектра вверх (математически вплоть до дельтаобразных) или вниз. 
Примерами линейчатых спектров служат масс-спектры и спектры связанно-связанных электронных переходов атома; примерами непрерывных спектров — спектр электромагнитного излучения нагретого твёрдого тела и спектр свободно-свободных электронных переходов атома; примерами комбинированных спектров — спектры излучения звёзд, где на сплошной спектр фотосферы накладываются хромосферные линии поглощения, или большинство звуковых спектров.
Особой разновидностью спектров являются упоминавшиеся в предыдущем разделе «наборы» потенциально реализуемых в изучаемой системе значений какой-либо величины.
Другим критерием типизации спектров служат категории физических процессов, лежащих в основе их получения. Так, по типу взаимодействия излучения с материей, спектры делятся на эмиссионные (спектры излучения), абсорбционные (спектры поглощения) и спектры рассеяния.

## Некоторые спектры
- Электромагнитный спектр — совокупность всех диапазонов частот электромагнитных волн.
- Эмиссионный спектр — набор частот электромагнитного излучения, испускаемого атомом или молекулой при переходе на более низкий энергетический уровень.
- Спектр масс — набор значений масс элементарных частиц.
- Энергетический спектр — набор или диапазон возможных значений энергии частицы в конкретной (обычно квантовой) системе.
- Спектр нейтронов — функция, описывающая распределение нейтронов по энергии.

## Фурье-преобразование

Спектр ядерного магнитного резонанса (^{1}H), полученный методом фурье-спектроскопии ЯМР. Красным показан исходный временной спектр (интенсивность-время), синим — частотный (интенсивность-частота), полученный фурье-преобразованием

В 1822 году Фурье опубликовал работу «Аналитическая теория тепла», где описал метод разделения переменных (преобразование Фурье), основанный на представлении функций тригонометрическими рядами (ряды Фурье). Фурье также сделал попытку доказать возможность разложения в тригонометрический ряд любой произвольной функции, и, хотя его попытка оказалась неудачной, она, фактически, стала основой современной цифровой обработки сигналов.
Оптические спектры, например, ньютоновский, количественно описываются функцией зависимости интенсивности излучения от его длины волны {\displaystyle f(\lambda )} или, что эквивалентно, от частоты {\displaystyle f(\omega )}, то есть функция {\displaystyle f(\omega )} задана на частотной области (frequency domain). Частотное разложение в этом случае выполняется анализатором спектроскопа — призмой или дифракционной решёткой.
В случае акустики или аналоговых электрических сигналов ситуация другая: результатом измерения является функция зависимости интенсивности от времени {\displaystyle j(\tau )}, то есть эта функция задана на временной области (time domain). Но, как известно, звуковой сигнал является суперпозицией звуковых колебаний различных частот, то есть такой сигнал можно представить и в виде «классического» спектра, описываемого {\displaystyle f(\omega )}.
Именно преобразование Фурье однозначно определяет соответствие между временны́м {\displaystyle j(\tau )} и частотным {\displaystyle f(\omega )} представлениями и лежит в основе фурье-спектроскопии.

## Исторические сведения
Исторически раньше всех прочих спектров было начато исследование оптических спектров. Первым был Исаак Ньютон, который в своём труде «Оптика», вышедшем в 1704 году, опубликовал результаты своих опытов разложения с помощью призмы белого света на отдельные компоненты различной цветности и преломляемости, то есть получил спектры солнечного излучения, и объяснил их природу, показав, что цвет есть собственное свойство света, а не вносится призмой, как утверждал Роджер Бэкон в XIII веке. Фактически, Ньютон заложил основы оптической спектроскопии: в «Оптике» он описал все три используемых поныне метода разложения света — преломление, интерференцию и дифракцию, а его призма с коллиматором, щелью и линзой была первым спектроскопом.
Следующий этап наступил через 100 лет, когда Уильям Волластон в 1802 году наблюдал тёмные линии в солнечном спектре, но не придал своим наблюдениям значения. В 1814 году эти линии независимо обнаружил и подробно описал Фраунгофер (сейчас линии поглощения в солнечном спектре называются линиями Фраунгофера), но не смог объяснить их природу. Фраунгофер описал свыше 500 линий в солнечном спектре и отметил, что положение линии D близко к положению яркой жёлтой линии в спектре пламени.
В 1854 году Кирхгоф и Бунзен начали изучать спектры пламени, окрашенного парами металлических солей, и в результате ими были заложены основы спектрального анализа, первого из инструментальных спектральных методов — одних из самых мощных методов экспериментальной науки.
В 1859 году Кирхгоф опубликовал в журнале «Ежемесячные сообщения Берлинской академии наук» небольшую статью «О фраунгоферовых линиях».

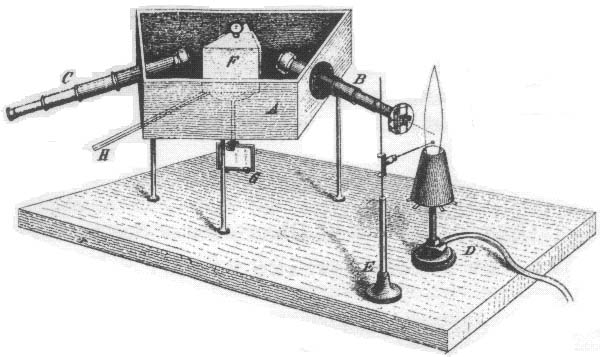
Спектроскоп Кирхгофа-Бунзена, Annalen der Physik und der Chemie (Poggendorff), Vol. 110 (1860)

В связи с выполненным мною совместно с Бунзеном исследованием спектров окрашенных пламен, благодаря которому стало возможным определить качественный состав сложных смесей по виду их спектров в пламени паяльной лампы, я сделал некоторые наблюдения, приводящие к неожиданному выводу о происхождении фраунгоферовых линий и позволяющие по ним судить о вещественном составе атмосферы Солнца и, возможно, также ярких неподвижных звезд…
…окрашенные пламена, в спектрах которых наблюдаются светлые резкие линии, так ослабляют проходящие через них лучи того же света, что на месте светлых линий появляются темные, если только за пламенем находится источник света достаточно большой интенсивности, в спектре которого эти линии обычно отсутствуют. Я далее заключаю, что темные линии солнечного спектра, не обязанные своим появлением земной атмосфере, возникают из-за присутствия в раскаленной атмосфере Солнца таких веществ, которые в спектре пламени на том же самом месте дают светлые линии. Следует принять, что совпадающие с D светлые линии в спектре пламени всегда вызываются находящимся в нём натрием, поэтому темные линии D солнечного спектра позволяют заключить, что в атмосфере Солнца имеется натрий. Брюстер нашёл в спектре пламени селитры светлые линии на месте фраунгоферовых линий А, а, В; эти линии указывают на присутствие калия в солнечной атмосфере

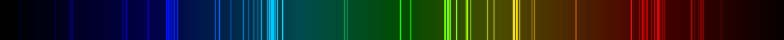
Оптический линейчатый эмиссионный спектр азота

Примечательно, что эта работа Кирхгофа неожиданно приобрела и философское значение: ранее, в 1842 году, основоположник позитивизма и социологии Огюст Конт в качестве примера непознаваемого привёл именно химический состав Солнца и звёзд:

Мы понимаем, как определить их форму, расстояния до них, их массу и их движения, но мы никогда не сможем ничего узнать об их химическом и минералогическом составе
— Огюст Конт, «Курс позитивной философии», Книга II, Глава I (1842)
Работа Кирхгофа позволила объяснить природу фраунгоферовых линий в спектре Солнца и определить химический (или, точнее, элементный) состав его атмосферы.
Фактически, спектральный анализ открыл новую эпоху в развитии науки — исследование спектров как наблюдаемых наборов значений функции состояния объекта или системы оказалось чрезвычайно плодотворным и, в конечном итоге, привело к появлению квантовой механики: Планк пришёл к идее кванта в процессе работы над теорией спектра абсолютно чёрного тела.
В 1910 году были получены первые неэлектромагнитные спектры: Дж. Дж. Томсон получил первые масс-спектры, а затем в 1919 году Астон построил первый масс-спектрометр.
С середины XX века, с развитием радиотехники, получили развитие радиоспектроскопические, в первую очередь магнитно-резонансные методы — спектроскопии ядерного магнитного резонанса (ЯМР-спектроскопия, являющаяся сейчас одним из основных методов установления и подтверждения пространственной структуры органических соединений), электронного парамагнитного резонанса (ЭПР), циклотронного резонанса (ЦР), ферромагнитного (ФР) и антиферромагнитного резонанса (АФР).
Другим направлением спектральных исследований, связанным с развитием радиотехники, стала обработка и анализ первоначально звуковых, а потом и любых произвольных сигналов.